# Вигерс, Эллен
Эллен Хендрика Вигерс (нидерл. Ellen Hendrika Wiegers; род. 1 мая 1980) — нидерландская шорт-трекистка, восьмикратная призёр чемпионата Европы по шорт-треку. Участница зимних Олимпийских игр 1998 года.

## Спортивная карьера
Эллен Вигерс родилась в городе Хенгело, провинция Оверэйссел. В возрасте 10 лет она начала заниматься шорт-треком и тренировалась на базе клуба «Shorttrack Club Twentse».
Дебютным и самым успешным в её карьере стал первый чемпионат Европы по шорт-треку в Мальмё 1997 года. Её выступление в четырёх видах забега, в конечном счёте, принесло три медали разного достоинства. В забеге на 1500 м с результатом 2:41.571 она выиграла золотую медаль, опередив соперниц из России (Елене Тиханиной, 2:41.819 — 2-е место) и Болгарии (Евгению Раданову, 2:42.070 — 3-е место). 
Следующая медаль, на этот раз бронзовая, была добыта в забеге на 1000 м. В финале, с результатом 1:39.241 она закончила выступление третьей, уступив более высокие позиции соперницам из России (Елене Тиханиной, 1:38.797 — 2-е место) и Италии (Маринелле Канклини, 1:38.535 — 1-е место). Серебряной медалью завершилось выступление Вигерс в женском многоборье. С результатом 5:37.341 она финишировала второй, уступив первенство сопернице из Италии (Маринелла Канклини, 5:36.987 — 1-е место), обогнав при этом другую итальянку (Катю Колтури, 5:37.555 — 3-е место).
В ноябре 1997 года Вигерс упала в четвертьфинале на дистанции 1000 метров на отборочных соревнованиях на олимпиаду. Она получила резаную травму колена при столкновении с британкой Дебби Палмер, после чего в больнице на рану наложили дюжину швов. Однако она смогла квалифицироваться на игры в Нагано, благодаря набранным очкам.
На зимних Олимпийских играх 1998 года, что проходили в японском городе Нагано, Вигерс была заявлена для выступления в забеге на 500, 1000 м и эстафете. Во время забега второй группы I раунда квалификационного забега на 500 м с результатом 56.250 она финишировал третьей и прекратила дальнейшую борьбу за медали. В общем итоге она заняла 27-ю позицию. Во время четвертьфинального забега четвёртой группы забега на 1000 м с результатом 1:36.343 она финишировала третьей и прекратила дальнейшую борьбу за медали. В общем итоге она заняла 12-е место. В женской эстафете с результатом 4:26.592 голландские шорт-трекистки финишировали вторыми в финале B. В общем итоге они заняли 6-е место.

## Карьера тренера
Эллен Вигерс ещё во время своей спортивной карьеры работала инструктором по скейтбордингу в спортстудии Хенгело в течение 3-х лет до 2003 года, после чего была национальным тренером юниорской сборной Нидерландов с 2005 по 2006 года, а также фитнесс-инструктором. После завершения карьеры конькобежца с 2008 года и по настоящее время педагогический работник по работе и образованию с молодёжью.